# فيليب موريل

فيليب موريل هو خبير أثري في عصور ما قبل التاريخ، فرنسي الجنسية سمي على اسمه الجمل السوري العملاق المسمى “كاميلوس موريلي” Camelus Moreli المكتشف في سوريا.
وهو عبارة عن بقايا هيكل عظمي لجمل عملاق اكتشفته البعثة السورية السويسرية لأول مرة في أكتوبر/تشرين الأول عام 2006 في الصحراء السورية الشرقية. ويبلغ حجم «الجمل السوري العملاق» ضعفي حجم الجمل الطبيعي، كما أن ارتفاعه بين ثلاثة وأربعة ياردات، أي أن حجمه يوازي حجم الفيلة الأفريقية تقريباً وهو من فصيلة الجمل العربي وحيد السنام.
>